# Patrik Sundström
Olof Patric Waldemar Sundström (* 14. prosince 1961, Skellefteå) je bývalý švédský lední hokejista. Nastupoval především na postu středního útočníka. Se švédskou reprezentací získal stříbro na mistrovství světa roku 1981 a stříbro na Kanadském poháru 1984. Je též juniorským mistrem světa z roku 1981 (na tomto turnaji vyhlášen nejlepším útočníkem) a z juniorského šampionátu má i bronz z roku 1980. Ve švédské nejvyšší soutěži hrál za IF Björklöven (1978–1982, 1993–1994). Byl vyhlášen nejlepším hokejistou švédské ligy za sezónu 1981/82 (ocenění Zlatý puk). Strávil též 10 sezón v severoamerické NHL, v dresu Vancouver Canucks (1982–1987) a New Jersey Devils (1987–1992). Dvakrát obdržel Viking Award pro nejlepšího švédského hokejistu v zámoří (1984, 1989). V základní části NHL odehrál 679 zápasů, v nichž zaznamenal 588 kanadských bodů (219 gólů), což z něj činí 23. nejúspěšnějšího Švéda v dějinách NHL (k lednu 2024). Vedle toho sehrál 37 utkání ve Stanleyově poháru, v nichž si připsal 26 bodů (9 branek). Jeho bratr, dvojče, Peter Sundström, byl rovněž úspěšným hokejistou. I jeho syn Alexander Sundström byl ligovým hokejistou, do reprezentace se ale neprobojoval. Ligovými hokejisty byli i jeho otec Elon Sundström a strýc Kjell Sundström.